# Zanobatus maculatus
Zanobatus maculatus ist ein im östlichen Atlantik, genauer an der westafrikanischen Küste zwischen der Elfenbeinküste und Gabun, vorkommender Rochen.

## Merkmale
Zanobatus maculatus wird etwa 36 cm lang. Die Körperscheibe ist breit, fast kreisrund und am Vorderende abgerundet. Die Rückenseite ist bräunlich bis grünlich-braun und mit dicht stehenden dunklen Flecken unterschiedlicher Größe und mit kleinen, weißen Punkten gemustert. Zum Rand der Körperscheibe hin werden die Flecken kleiner. Die weißen Punkte sind oft ringförmig um die dunklen Flecken angeordnet. Die Bauchseite ist beige, orange oder rötlich-braun. Die Ränder der paarigen Flossen sind auf der Bauchseite dunkel. Auch die auf der Unterseite liegende Nasen- und Kiemenregion ist dunkel. Auf den Bauchflossen befindet sich ein dunkler Fleck. Der dicke Schwanz ist beige bis orange mit einigen dunklen Flecken am Rand. Er ist im Querschnitt fast rund. Nur die Unterseite ist etwas abgeflacht. Die Nasenlöcher sind groß und mit dem Maul durch zwei Gruben verbunden. Das mit dicken Lippen versehene Maul ist klein und gerade. Die Haut von Zanobatus maculatus ist dicht mit kleinen Placoidschuppen bedeckt. Auf der Rückenseite haben sie pfeilförmige Spitzen, auf der Bauchseite sind sie abgeflacht. Die Schuppen sind auf dem Rumpf in parallelen Reihen angeordnet und auf den Brustflossen in konzentrischen Ringen. Zwischen Nacken und erster Rückenflosse liegen 22 bis 23 Dornen, zwischen erster und zweiter Rückenflosse befinden sich ein bis vier Dornen. Außerdem befinden sich einige auf dem Schwanzstiel und bei einigen Exemplaren auch auf den äußeren Brustflossen. Verglichen mit Zanobatus schoenleinii ist Zanobatus maculatus kleiner und stärker bedornt. Zanobatus maculatus hat im Oberkiefer 54 bis 64 Zahnreihen und 36 bis 44 Wirbel vor der ersten Rückenflosse.

## Lebensweise
Über die Lebensweise von Zanobatus maculatus ist kaum etwas bekannt. Er lebt auf sandigen Meeresböden in flachen küstennahen Bereichen.